# 労働者党 (アルジェリア)
労働者党（ろうどうしゃとう、アラビア語: حزب العمال、Hizb al-Ummal、フランス語: Parti des Travailleurs、略称：PT）は、アルジェリアのトロツキスト政党。フランス労働党（労働者党）と密接な関係にある。党首はルイザ・ハヌーンでアルジェリアの主要政党党首としては唯一の女性である。
労働党は左翼政党として結党以来、アルジェリアにおける労働組合運動を背景に労組の保護と運動の推進、平等の観点から富の分配を主張してきた。結党は1990年で翌1991年の憲法改正による複数政党制の導入に先立ち結成された。党首である書記長にはルイザ・ハヌーンが選出された。2002年議会総選挙では労働者党は得票率3.3パーセントで21議席を獲得した。2004年大統領選挙にハヌーンが立候補したが、これはアルジェリアはもとより、アラブ諸国初の女性大統領候補者である。ハヌーンは得票率1パーセント、10万1630票で落選した。
2007年総選挙では、26議席を獲得した。これは野党勢力で第一位の議席数であった。同年に行われた地方選挙では得票率6.5パーセントで1000以上の地方議会で議席を得た。